# 波特莱恩斯 (阿拉斯加州)
波特莱恩斯（英語：Port Lions），是美国阿拉斯加州的一座城市。该市的人口在2000年为256人，2010年有194人。人口在阿拉斯加州排行第105。